# Sanciones de los Estados Unidos

Jurisdicciones específicamente sancionadas por los Estados Unidos bajo un programa de sanciones de la OFAC o controles de exportación relacionados con armas del Departamento de Estado
Jurisdicciones ampliamente sancionadas
Sanciones específicas
Embargo de armas
Sanciones específicas y embargo de armas
Los Estados Unidos

Las sanciones de los Estados Unidos son restricciones financieras y comerciales impuestas a personas, entidades y jurisdicciones cuyas acciones contradicen la política exterior o los objetivos de seguridad nacional de los Estados Unidos. Las sanciones financieras son administradas por la Oficina de Control de Activos Extranjeros (OFAC) del Departamento del Tesoro de Estados Unidos, mientras que los controles de exportación son administrados principalmente por la Oficina de Industria y Seguridad (BIS) del Departamento de Comercio de Estados Unidos.
Las restricciones contra los objetivos sancionados varían en severidad dependiendo de la justificación detrás de la sanción y de las autoridades legales que respaldan la acción sancionadora. Actualmente, los Estados Unidos implementan sanciones integrales contra Cuba, Irán, Corea del Norte, Rusia, Siria y ciertas regiones en conflicto de Ucrania, las cuales restringen severamente casi todas las transacciones comerciales y financieras entre personas estadounidenses y esas regiones. Las sanciones dirigidas afectan específicamente a ciertas personas o entidades que participan en actividades contrarias a la política exterior o los objetivos de seguridad nacional de los Estados Unidos, en lugar de a un país entero. Los Estados Unidos también aplican «sanciones secundarias», que implican el riesgo de designar como sancionada a una persona no estadounidense que realiza transacciones con partes sancionadas en violación de la ley de sanciones de EE. UU., incluso si no existía ningún nexo con EE. UU. para la transacción.
Los Estados Unidos han impuesto dos tercios de las sanciones del mundo desde la década de 1990.

## Historia
Tras el fracaso de la Ley de Embargo de 1807, el Gobierno federal de los Estados Unidos mostró poco interés en imponer embargos y sanciones económicas contra países extranjeros, ya que la política comercial de los Estados Unidos era enteramente una cuestión de política económica. Después de la Primera Guerra Mundial, el interés revivió cuando el presidente Woodrow Wilson promovió dichas sanciones como un método para que la Sociedad de las Naciones (SN) impusiera la paz. Sin embargo, no logró incorporar a Estados Unidos a la SN, y este país no se sumó a las sanciones de la SN de 1935 contra Italia.
Las tendencias respecto a si los Estados Unidos han impuesto sanciones unilaterales o multilaterales han cambiado con el paso del tiempo. Durante la Guerra Fría, Estados Unidos lideró sanciones unilaterales contra países como Cuba, China y Corea del Norte. Tras la desintegración de la Unión Soviética y el fin de la Guerra Fría, las sanciones de Estados Unidos se volvieron más multilaterales. Durante la década de 1990, Estados Unidos impuso sanciones contra países que consideraba Estados rebeldes (como Zimbabue, Yugoslavia e Irak) en colaboración con instituciones multilaterales como las Naciones Unidas o la Organización Mundial del Comercio.Según el académico de estudios de comunicación Stuart Davis y el politólogo Immanuel Ness, en la década de 2000, y con una frecuencia cada vez mayor en la década de 2010, Estados Unidos actuó de manera menos multilateral al imponer sanciones contra competidores geopolíticos percibidos (como Rusia o China) o países que, según Davis y Ness, eran el sitio de «conflictos por poderes» (como Yemen y Siria).
Durante la pandemia de COVID-19, la Alta Comisionada de las Naciones Unidas para los Derechos Humanos, Michelle Bachelet, y algunos miembros del Congreso de los Estados Unidos pidieron que se suspendieran las sanciones como forma de ayudar a aliviar el impacto de la pandemia en los habitantes de los países sancionados. Entre los miembros del Congreso que abogaron por la suspensión de las sanciones se encontraban Bernie Sanders, Alexandria Ocasio-Cortez e Ilhan Omar.
El 4 de junio de 2024, la Cámara de Representantes de los Estados Unidos, de mayoría republicana, aprobó un proyecto de ley para sancionar a los funcionarios de la Corte Penal Internacional después de que la corte considerara emitir una orden de arresto contra Benjamín Netanyahu por su presunta participación en el genocidio en Gaza.
Los Estados Unidos aplican sanciones con más frecuencia que cualquier otro país o nación, y lo hacen por un amplio margen. Según el académico de Estudios Americanos Manu Karuka, Estados Unidos ha impuesto dos tercios de las sanciones del mundo desde la década de 1990. Según un análisis de 2024 realizado por The Washington Post, el 60 % de los países de bajos ingresos estaban bajo algún tipo de sanción financiera estadounidense. El análisis también concluyó que Estados Unidos impone tres veces más sanciones que cualquier otro país u organismo internacional.

## Tipos de sanciones impuestos por Estados Unidos
- prohibiciones a las exportaciones de armas,[11]
- controles sobre las exportaciones de tecnología de doble uso,
- restricciones a la asistencia económica
- restricciones financieras como:
  - autoridad para prohibir a los ciudadanos estadounidenses realizar transacciones financieras con las personas, entidades o gobiernos incluidos en la lista, excepto con licencia del gobierno de los EE. UU.
  - exigir a los Estados Unidos que se opongan a los préstamos del Banco Mundial y otras instituciones financieras internacionales,
  - se suspendió la inmunidad diplomática para permitir que las familias de las víctimas del terrorismo presenten demandas por daños civiles en los tribunales estadounidenses.
  - créditos fiscales denegados a empresas y personas físicas por ingresos obtenidos en países incluidos en la lista,
  - se suspendió la exención de derechos de importación de mercancías procedentes de esos países, y
  - prohibición de contratos del Departamento de Defensa de Estados Unidos por valor de más de 100 000 dólares con empresas controladas por países incluidos en la lista.[12]
- restricciones de visa que impiden que ciertas personas ingresen a los EE. UU.

## Partes en cuestión
Los Estados Unidos no mantienen una lista específica de países con los que los ciudadanos estadounidenses no pueden hacer negocios, ya que su programa de sanciones varía en alcance según el programa. Aunque algunos programas de sanciones son amplios y apuntan a jurisdicciones enteras («jurisdicciones ampliamente sancionadas»), la mayoría son sanciones «selectivas» y se centran en entidades, individuos o sectores económicos específicos. Dependiendo de la restricción, las sanciones estadounidenses son anunciadas e implementadas por diferentes departamentos ejecutivos, típicamente el Departamento del Tesoro (OFAC) o el Departamento de Comercio (BIS), y a veces en conjunto con los departamentos de Estado, Defensa o Energía.

### Jurisdicciones ampliamente sancionadas
Las jurisdicciones ampliamente sancionadas están sujetas a las sanciones más restrictivas. La mayoría de las transacciones entre una persona estadounidense y cualquier persona o entidad «habitualmente residente» en una jurisdicción ampliamente sancionada están restringidas. Además de las sanciones generales, también están limitadas las transacciones que involucran a entidades o personas de estos países en la Lista SDN de la OFAC o la Lista de Entidades del BIS.

### Sanciones específicas
En las jurisdicciones que no están sujetas a medidas de sanciones integrales, solo se prohíben las transacciones relacionadas con entidades específicas. Las jurisdicciones que enfrentan sanciones específicas pueden seguir haciendo negocios con los Estados Unidos, con restricciones impuestas solo a categorías específicas de individuos o entidades y a cualquier persona en todo el mundo que las apoye materialmente o les brinde apoyo financiero, logístico o tecnológico.
Según la OFAC, hay aproximadamente 12 000 nombres en la Lista de Nacionales Especialmente Designados y Personas Bloqueadas (SDN), que es la categoría más restrictiva de sanciones específicas de los Estados Unidos. Esta lista está dirigida a terroristas, funcionarios y beneficiarios de ciertos regímenes autoritarios y criminales internacionales (como narcotraficantes) designados por los EE. UU., bloqueando sus activos en el país y restringiendo a los ciudadanos estadounidenses de realizar cualquier transacción con ellos.

#### Violaciones de los derechos humanos/corrupción
Con el poder de la Ley Global Magnitski sobre Responsabilidad en Materia de Derechos Humanos, llamada así en honor a Serguéi Magnitski, quien murió bajo custodia rusa después de descubrir corrupción, los Estados Unidos pueden imponer sanciones contra cualquier individuo o entidad en el mundo que participe en graves abusos de los derechos humanos y actos de corrupción que degraden el estado de derecho, perpetúen conflictos violentos o faciliten las actividades de personas peligrosas.

#### Terrorismo
Algunas de las jurisdicciones cuyos residentes o entidades son frecuentemente objeto de sanciones por parte de las autoridades antiterroristas.

#### Tráfico de drogas/organizaciones criminales transnacionales
Algunas de las jurisdicciones cuyos residentes son frecuentemente objeto de sanciones en virtud de las autoridades relacionadas con la lucha contra el tráfico de drogas o las organizaciones criminales transnacionales.

### Jurisdicciones sujetas a controles de exportación relacionados con armas y elementos militares

#### Embargo de armas del Departamento de Estado
El gobierno de los Estados Unidos mantiene una política de denegación de cualquier exportación de artículos o servicios de defensa a los algunos países.

#### Normas de uso final/usuario militar del Departamento de Comercio

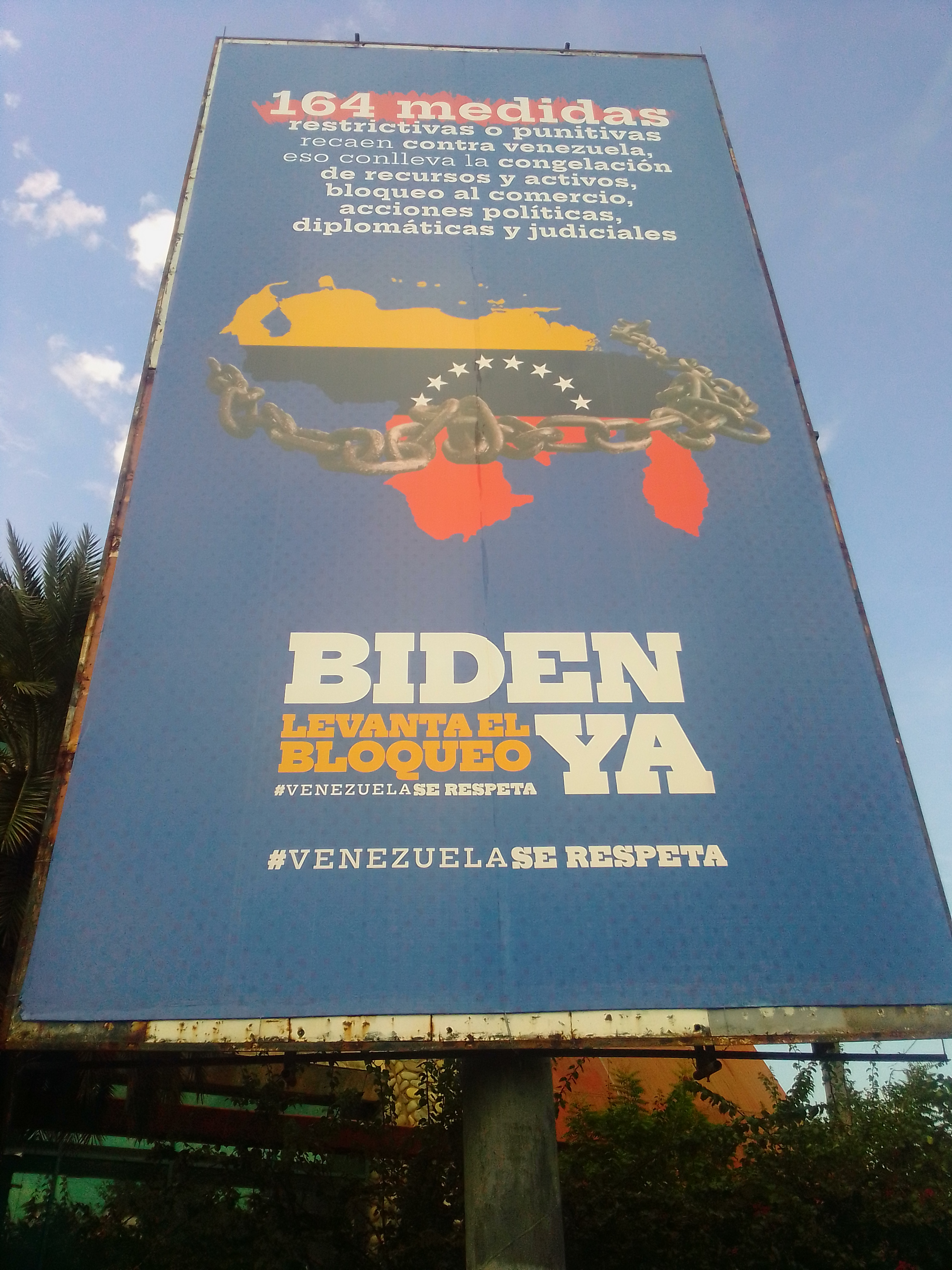
Valla propagandística contra las sanciones en Venezuela

El gobierno de los Estados Unidos también aplica restricciones más estrictas a una definición más amplia de artículos de defensa, incluida la exportación de cualquier artículo de origen estadounidense que "apoye o contribuya" a la operación, instalación, mantenimiento, reparación, revisión, renovación, desarrollo o producción de artículos militares a países específicos. Los mismos países están sujetos a requisitos de licencia adicionales para ciertas exportaciones a los "usuarios finales militares" de los países destinatarios, definidos como sus servicios armados nacionales, policía nacional y servicios de inteligencia.
- Cambodia[23]
- China
- Myanmar
- Nicaragua
- Venezuela

#### Regla del FDP del MEU de Rusia/Bielorrusia
Rusia y Bielorrusia están sujetos a las mismas restricciones que la regla de uso final/usuario militar, con una cobertura más amplia que incluye artículos producidos en el extranjero que se producen utilizando software o tecnología de origen estadounidense, fabricados por plantas o componentes principales que son productos de los Estados Unidos.
- Belarús
- Rusia

## Sanciones propuestas
Tras la orden de arresto contra altos funcionarios israelíes por crímenes de guerra israelíes cometidos durante la guerra entre Israel y Hamás en la Franja de Gaza, los legisladores estadounidenses en la Cámara de Representantes aprobaron una legislación a sancionar a la Corte Penal Internacional (CPI). Las negociaciones bipartidistas con el Senado sobre el proyecto de ley de sanciones se habían estancado.

## Efecto de las sanciones de EE.UU.
Desde 1990, el uso de sanciones por parte de los Estados Unidos ha aumentado significativamente y, desde 1998, Estados Unidos ha establecido sanciones económicas contra más de 20 países.
Según Daniel T. Griswold, las sanciones no han logrado cambiar el comportamiento de los países, pero han privado a las empresas estadounidenses de oportunidades económicas y han perjudicado a las personas más pobres de los países sancionados. Las sanciones secundarias, según Rawi Abdelal, a menudo separan a Estados Unidos y Europa porque reflejan interferencia estadounidense en los asuntos e intereses de la Unión Europea (UE).  Abdelal dijo que desde que Donald Trump se convirtió en presidente de Estados Unidos, las sanciones han sido vistas como una expresión de las preferencias y caprichos de Washington, y como una herramienta para la guerra económica estadounidense que ha enojado a aliados históricos como la UE. 

### Eficacia
El aumento del uso del apalancamiento económico como herramienta de política exterior estadounidense ha provocado un debate sobre su eficacia.  Según Rawi Abdelal, las sanciones se han convertido en la herramienta dominante del arte de gobernar de los Estados Unidos y otros países occidentales en la era posterior a la Guerra Fría. Abdelal afirmó que “las sanciones son útiles cuando la diplomacia no es suficiente pero la fuerza es demasiado costosa”.  El ex subdirector de la CIA, David Cohen, escribió: "Sin embargo, la lógica de las sanciones coercitivas no se sostiene cuando el objetivo de las sanciones es un cambio de régimen. En pocas palabras, dado que el costo de renunciar al poder siempre superará el beneficio del alivio de las sanciones, es concebible que un Estado afectado no acceda a una demanda de cambio de régimen".
La mayoría de las academias sobre relaciones internacionales concluyen que las sanciones casi nunca conducen al derrocamiento de los gobiernos de los países sancionados ni al cumplimiento de las sanciones por parte de dichos gobiernos. Más a menudo, el resultado de las sanciones económicas es el afianzamiento en el poder de las élites estatales en el país sancionado. En un estudio sobre las sanciones de los Estados Unidos entre 1981 y 2000, el politólogo Dursan Peksen concluyó que las sanciones han sido contraproducentes, pues no han logrado mejorar los derechos humanos y, en cambio, han llevado a una mayor disminución del "respeto de los derechos de integridad física, incluida la protección contra desapariciones, ejecuciones extrajudiciales, tortura y encarcelamiento político" de los países sancionados. Según Griswold, las sanciones son un fracaso de la política exterior, ya que no han logrado cambiar el comportamiento político de los países sancionados; también han privado a las empresas estadounidenses de oportunidades económicas y han perjudicado a las personas más pobres de los países sancionados. Un estudio del Instituto Peterson de Economía Internacional afirmó que las sanciones han logrado sus objetivos en menos del 20% de los casos. Griswold escribió, por ejemplo, la Ley de Prevención de la Proliferación Nuclear de los Estados Unidos de 1994 no pudo impedir que Pakistán y la India probaran armas nucleares.
La politóloga Lisa Martin criticó la visión de las sanciones basada en la teoría de juegos, afirmando que quienes las defienden las sanciones de los Estados Unidos caracterizan el éxito de manera tan amplia (aplicándolo a una variedad de resultados que van desde la "renegociación" hasta la "influencia en la opinión pública mundial") que la terminología de "ganar" y "perder" extiende excesivamente esos conceptos.

#### Eficacia de las sanciones contra Rusia
Los Estados Unidos impuso sanciones contra Rusia tras la invasión rusa de Ucrania . Los países asiáticos, principalmente China e India, absorbieron una cantidad cada vez mayor de petróleo y gas rusos. Como las importaciones rusas desde Occidente disminuyeron después de las sanciones, la balanza comercial de Rusia aumentó bruscamente, incrementando las reservas de efectivo y la economía en general. En junio de 2022, el rublo ruso había subido considerablemente y era uno de los de mejor desempeño del mundo. El académico Jeremy Garlick escribe que, al menos en el corto plazo, las sanciones contra Rusia han tenido efectos negativos en lo económico, al beneficiar a su economía, y en lo geopolítico, al acercar a Rusia y China.

### Preocupaciones humanitarias
Daniel T. Griswold del ONG libertario Cato Institute critica las sanciones desde una perspectiva cristiana conservadora, escribiendo que las sanciones limitan las posibilidades de los ciudadanos del país sancionado de ejercer libertades políticas y practicar la libertad de mercado. En 1997, la Asociación Estadounidense para la Salud Mundial afirmó que el embargo estadounidense contra Cuba contribuía a la desnutrición, al acceso deficiente al agua y a la falta de acceso a medicamentos y otros suministros médicos; concluyó que "se ha evitado una catástrofe humanitaria sólo porque el gobierno cubano ha mantenido un alto nivel de apoyo presupuestario para un sistema de atención de la salud diseñado para proporcionar medicina primaria y preventiva a todos sus ciudadanos".

### Sanciones secundarias
En 2019, el Departamento de Estado de los Estados Unidos informó que recibió quejas de proveedores de telecomunicaciones y compañías de televisión estadounidenses sobre que las sanciones contra Cuba causaban dificultades para incorporar al país a su cobertura de red.
Las sanciones de los Estados Unidos, según Abdelal, a su propia economía interna no cuestan casi nada, pero su uso excesivo podría resultar costoso a largo plazo. Abdelal dijo que la mayor amenaza es el aislamiento gradual de Estados Unidos y el continuo declive de su influencia en el contexto de un mundo emergente y multipolar con diferentes poderes financieros y económicos.  Abdelal también dijo que Estados Unidos y Europa están en gran medida de acuerdo sobre la esencia de las sanciones, pero difieren en su implementación. La cuestión principal son las sanciones secundarias de Estados Unidos que prohíben cualquier comercio en dólares estadounidenses e impiden el comercio con un país, individuos y organizaciones bajo el régimen de sanciones de Estados Unidos.  Las sanciones primarias restringen a las empresas, instituciones y ciudadanos estadounidenses hacer negocios con el país o las entidades sancionadas.  Según Abdelal, las sanciones secundarias a menudo separan a Estados Unidos y Europa porque reflejan la interferencia estadounidense en los asuntos e intereses de la Unión Europea. El uso creciente de sanciones secundarias aumenta su percepción en la Unión Europea como una violación de la soberanía nacional y de la Unión Europea y una interferencia inaceptable en la toma de decisiones independiente de la Unión Europea.  Las sanciones secundarias impuestas a Irán y Rusia son fundamentales para estas tensiones,  y se han convertido en la herramienta principal para señalar e implementar la secesión de los objetivos políticos estadounidenses y europeos. 
Bloomberg informó en julio de 2024 que a las empresas rusas les resultaba cada vez más difícil comerciar con China debido a las sanciones secundarias que se habían aplicado a los bancos chinos. En ese momento, China se había convertido en el destino de más de un tercio de las exportaciones rusas, y las oscuras empresas intermediarias se habían convertido en una forma de vida para apoyar el comercio de importación y exportación entre las dos naciones.

#### Esfuerzos de desdolarización
Tim Beal, académico jubilado de estudios empresariales, considera que la imposición de sanciones financieras por parte de los Estados Unidos es un factor que aumenta los esfuerzos de desdolarización debido a respuestas como el Sistema de Transferencias de Mensajes Financieros (SPFS) de Rusia, el Sistema de Pagos Interbancarios Transfronterizos (CIPS) de China y el Instrumento Europeo de Apoyo a los Intercambios Comerciales (INSTEX) que siguió a la retirada de los Estados Unidos del Plan de Acción Integral Conjunto (JCPOA) con Irán.
La historiadora Renate Bridenthal escribió: "la reacción más inminente a la política de sanciones de Estados Unidos es el creciente conjunto de desafíos a la hegemonía del dólar", con la historiadora citando el uso de monedas locales para comerciar con los países sancionados y los intentos de Rusia y China de aumentar el respaldo en oro de sus monedas.

## Agencias implementadoras
- Oficina de Control de Activos Extranjeros
- Aduanas y Protección Fronteriza de EE. UU.
- Departamento de Comercio de los Estados Unidos ( Reglamento de Administración de Exportaciones, EAR)
- Departamento de Defensa de los Estados Unidos
- Departamento de Energía de los Estados Unidos (tecnología nuclear)
- Departamento de Seguridad Nacional de los Estados Unidos (cruces fronterizos)
- Departamento de Justicia de los Estados Unidos (incluidos ATF y FBI )
- Departamento de Estado de los Estados Unidos ( Reglamento sobre el Tráfico Internacional de Armas, ITAR)
- Departamento del Tesoro de los Estados Unidos

## Leyes autorizantes
Varias leyes delegan el poder de embargo al Presidente:
- Ley de Comercio con el Enemigo de 1917[47]
- Ley de Asistencia Exterior de 1961[47]
- Ley de poderes económicos de emergencia internacional de 1977
- Ley de administración de las exportaciones de 1979

Varias leyes prohíben específicamente el comercio con determinados países:
- Reglamento de Control de Activos Cubanos de 1963
- Ley para la Democracia Cubana de 1992[47]
- Ley Helms-Burton de 1996 (Cuba)[47]
- Ley de sanciones contra Irán y Libia de 1996
- Ley de reforma de las sanciones comerciales y fomento de las exportaciones de 2000 (Cuba)[47]
- Ley de libertad y apoyo a Irán de 2006
- Ley integral de sanciones, rendición de cuentas y desinversión contra Irán de 2010

## Lectura adicional
- Hufbauer, Gary C. Sanciones económicas y diplomacia estadounidense (Consejo de Relaciones Exteriores, 1998) en línea .
- Hufbauer, Gary C., Jeffrey J. Schott y Kimberley Ann Elliott.Reconsideración de las sanciones económicas: historia y política actual (Washington D. C.: Peterson Institute for International Economics, 1990)
- Krugman, Paul, "El modo americano de guerra económica: ¿Washington está abusando de sus armas más poderosas?" (reseña de Henry Farrell y Abraham Newman, Underground Empire: How America Weaponized the World Economy, Henry Holt, 2023, 288 pp.), Foreign Affairs, vol. 103, no. 1 (enero/febrero 2024), pp. 150–156.
- Mulder, Nicolás. El arma económica: el auge de las sanciones como herramienta de guerra moderna (2022) ver también reseña en línea